# Portrait de Luther et de Mélanchthon
Le Portrait de Luther et de Mélanchthon (ou Melanchthon) est un double portrait, une peinture à l'huile sur panneau (21 x 16 cm) réalisé par Lucas Cranach l'Ancien et son l'atelier. L'œuvre est signée et datée de 1543, elle est conservée à la galerie des Offices à Florence.

## Histoire
Cranach a eu plusieurs occasions de représenter Luther, déjà en 1526. Il était très proche de lui, arrivant à développer une longue amitié: pour Luther, l'artiste a été un témoin de mariage et le parrain d'un de ses enfants.
Le diptyque est mentionné en 1748 à Florence, déjà avec l'attribution à Cranach, (temporairement affecté à Dürer en 1773), lorsqu'il a été établi de manière non équivoque la connaissance des deux portraits et la présence de la marque de Cranach (un serpent avec des ailes) dans le tableau de Melanchthon. Le symbole a été apposé sur les œuvres de l'atelier du maître, pas nécessairement par lui, et pour la divulgation des effigies des protagonistes de la Réforme, elles ont souvent été attribuées à son atelier.

## Description et style
Luther et Melanchthon sont représentés assis, tournés de trois quarts l'un vers l'autre. Ils portent les mêmes vêtements, noirs, larges, et le chapeau de la même couleur. Les portraits montrent une attention méticuleuse portée à l'apparence, comme en témoignent les signes de vieillissement représentés avec soin, et les contours linéaires entourant le fond bleu uniforme. L'œuvre peut être rapprochée, par son style très similaire, au double Portrait de Luther et de sa femme Catherine de Bore, également conservé au musée des Offices. 